# David Lachman
Pour les articles homonymes, voir Lachman.
David Lachman, né en Pologne[Où ?] en 1924 et mort en Belgique[Où ?] en mars 2009,, est un rescapé de la Shoah qui a régulièrement témoigné de son expérience, notamment dans les écoles secondaires en Belgique.

## Reconnaissance
L'établissement d'enseignement secondaire technique et professionnel ITCF de Rance (commune de Sivry-Rance, en Belgique), a été rebaptisé en son honneur: Institut Technique David LaChman.